# Karl Diez
Karl Diez (* 15. August 1882 in Schliersee; † 27. Oktober 1964 in Wachenbuchen) war ein hessischer Politiker (SPD, KPD) und Abgeordneter des Hessischen Landtags.
Karl Diez machte nach dem Abschluss der Volksschule eine Lehre als Tischler und arbeitete im erlernten Beruf. Im Ersten Weltkrieg leistete er Kriegsdienst und wurde schwer verwundet. Nach einer Umschulung zum Lebensmittelkaufmann machte er sich 1934 in Pforzheim selbstständig. In den Jahren 1937 bis 1944 war er Inhaber eines Lebensmittelgeschäfts in Offenbach am Main (das Geschäft musste er nach der Zerstörung durch einen Bombenangriff aufgeben).
Karl Diez war seit 1899 Mitglied der SPD. 1918 wurde er Mitglied des Spartakusbundes und seit der Gründung Mitglied der KPD.
Mitglied der Gemeindevertretung von 1919 bis 1928. Mitglied des Kreisausschusses für den Kreis Hanau von 1921 bis 1928. In den Jahren 1924 bis 1928 war er stellvertretender Bürgermeister. 1945 bis 1948 war er Bürgermeister in Wachenbuchen.
Vom 26. Februar 1946 bis zum 14. Juli 1946 war er Mitglied des ernannten Beratenden Landesausschusses und vom 15. Juli 1946 bis zum 30. November 1946 der Verfassungberatenden Landesversammlung. In der ersten Wahlperiode vom 1. Dezember 1946 bis zum 30. November 1950 war er Mitglied des Hessischen Landtags. Im Landtag war er Vorsitzender des Ausschusses für Ernährung und Landwirtschaft.